# Who’s Next
Who’s Next – album brytyjskiej grupy rockowej The Who z 1971 roku. Przez wielu fanów zespołu uważany jest za najlepsze osiągnięcie grupy. Choć pierwotnie album miał stać się kolejnym koncept albumem lub rock operą zespołu, tematyka jest bardzo zróżnicowana – znajdują się tu zarówno odniesienia do filozofii życiowej (pierwsze dwa utwory), miłości (kolejne dwa), czy polityki (ostatni utwór). Wiele piosenek było wielokrotnie coverowanych przez innych artystów, m.in. przez Pearl Jam i Limp Bizkit. „Baba O’Riley” oraz „Won't Get Fooled Again” zostały wykorzystane w serialach Kryminalne zagadki Nowego Jorku, Kryminalne zagadki Miami i Dr House oraz w filmie Kostka przeznaczenia. Do końca lat 90. XX wieku ostatni utwór był zakazany w Korei Południowej.
W 2003 album został sklasyfikowany na 28. miejscu listy 500 albumów wszech czasów dwutygodnika „Rolling Stone”.

## Lista utworów
Muzyka i teksty autorstwa Pete’a Townshenda (z wyjątkiem „My Wife”).
| 1. | „Baba O’Riley”           | 5:08  |
|    |                          |       |
| 2. | „Bargain”                | 5:34  |
|    |                          |       |
| 3. | „Love Ain’t For Keeping” | 2:10  |
|    |                          |       |
| 4. | „My Wife” (Entwistle)    | 3:36  |
|    |                          |       |
| 5. | „The Song Is Over”       | 6:18  |
|    |                          |       |
| 6. | „Getting In Tune”        | 4:50  |
|    |                          |       |
| 7. | „Going Mobile”           | 3:43  |
|    |                          |       |
| 8. | „Behind Blue Eyes”       | 3:44  |
|    |                          |       |
| 9. | „Won’t Get Fooled Again” | 8:33  |
|    |                          |       |
|    |                          | 43:36 |
|    |                          |       |

## Utwory dodatkowe w wydaniu z 1995 r.
| 1. | „Pure and Easy”                  | 4:19  |
|    |                                  |       |
| 2. | „Baby Don’t You Do It”           | 5:13  |
|    |                                  |       |
| 3. | „Naked Eye”                      | 5:22  |
|    |                                  |       |
| 4. | „Water”                          | 6:25  |
|    |                                  |       |
| 5. | „Too Much of Anything”           | 4:24  |
|    |                                  |       |
| 6. | „I Don’t Even Know Myself”       | 4:54  |
|    |                                  |       |
| 7. | „Behind Blue Eyes” (alt. wersja) | 3:25  |
|    |                                  |       |
|    |                                  | 34:02 |
|    |                                  |       |

## Twórcy
- Roger Daltrey – śpiew
- Pete Townshend – gitara, pianino w „Baba O’Riley”, syntezator, śpiew w „Song Is Over” i „Going Mobile”
- John Entwistle – gitara basowa, instrumenty dęte, śpiew i pianino w „My Wife”
- Keith Moon – perkusja
- Dave Arbus – skrzypce w „Baba O’Riley”
- Nicky Hopkins – pianino w „The Song Is Over” i „Getting In Tune”

## Certyfikaty i sprzedaż
| Kraj                                  | Certyfikat         | Sprzedaż   |
| ------------------------------------- | ------------------ | ---------- |
| Stany Zjednoczone (RIAA)              | 3x platynowa płyta | 3 000 000+ |
| Wielka Brytania (BPI) (edycja z 1993) | platynowa płyta    | 300 000+   |
| Włochy (FIMI)                         | złota płyta        | 25 000+    |